# Adrian Lux
Adrian Lux, (egentligen Prinz Adrian Johannes Hynne), född 1 maj 1986, är en svensk discjockey och musikproducent. Han har bland annat skapat låtarna "Can't Sleep", "Teenage Crime" (med Lune) och "Strawberry" (med Rebecka Rolfart från Those Dancing Days).
Adrian Lux musik har blivit stöttad och remixad av flera DJ:s, bland andra Avicii, Style of Eye, Philgood, Ali Payami, Marcus Schössow och Axwell. Lux har själv gjort remixer för Lana Del Rey, Deborah Cox, Basement Jaxx, Salem Al Fakir och Oskar Linnros. 2012 samarbetade han med det svenska rockbandet Kent, då han remixade bandets låt Jag ser dig. Dessutom sjunger Kents sångare Jocke Berg i Lux låt "All I Ever Wanted". Hans "Can't sleep" är en av låtarna i fotbollsspelet FIFA 11.

## Diskografi

### Album
| År   | Titel        | Topplacering | Låtlista |
| År   | Titel        | SWE          | Låtlista |
| ---- | ------------ | ------------ | --- |
| 2012 | "Adrian Lux" | —            | 1. "Burning" feat. Dante (3:44) 2. "All I Ever Wanted" feat. Joakim Berg (3:18) 3. "Teenage Crime" (2:48) 4. "Weekend Heroes" (3:31) 5. "Can't Sleep" (3:11) 6. "Angels"(2:42) 7. "Silence" feat. And Then (3:27) 8. "Boy" feat. Rebecca & Fiona (2:56) 9. "Alive" feat. The Good Natured (3:33) 10. "Wildheart" (2:50) 11. "Fire" feat. Lune (2:53) 12. "Leave the World Behind" (Bonuslåt) (2:38) |